# Claude Huez
Pour les articles homonymes, voir Huez.
Claude Huez, né le 3 avril 1724 à Troyes où il est mort le 9 septembre 1789, fut maire de Troyes et lieutenant criminel. Il est connu pour avoir été accusé d'avoir voulu empoisonner le peuple lors des révoltes de la Révolution française de 1789.

## Biographie
Fils d'un conseiller au bailliage de la ville de Troyes, il devient le 20 juillet 1786 le maire de cette ville par ordonnance du roi Louis XVI (élu par brevet) et fut nommé lieutenant criminel.
Le 9 septembre 1789, il est accusé[Qui ?] d'avoir voulu empoisonner des farines de riz en provenance d'Angleterre. Malgré le soutien de ses conseillers municipaux et des membres du comité provisoire, il meurt tué par une partie de la foule présente ce jour-là. Cette condamnation[Quoi ?] a été à l'origine d'une grande polémique et de ce que l'on appelle « l'affaire Claude Huez ».